# Bundesstraße 257
De Bundestraße 257 een bundesstraße in de Duitse deelstaat Rijnland-Palts.
De weg begint in de gemeente Grafschaft en eindigt in Echternacherbrück. De weg is ongeveer 120 kilometer lang.

## Routebeschrijving
De B257 begint in Grafschaft, niet ver van de deelstaatgrens met Noordrijn-Westfalen, als verlenging van de A565. De weg loopt langs Altenahr, Adenau, langs de Nürburgring waar men B258 kruist, door Kelberg waar de B410 kruist, door Ulmen, waarna de weg bij afrit Ulmen aansluit op zowel de A48 als de B259
Vervanging
Tussen afrit Ulmen en afrit Daun is de weg vervangen door de A48 en de A1.
Voortzetting
De B257 loopt vanaf afrit Daun A1 door de stad Daun waar men de B421 kruist. Vervolgens komt de B257 door Pützborn, Oberstadtfeld, Steinborn, voordat men bij afrit Badem A60. De weg komt nog door Badem, waarna men door de stad Bitburg komt bij afrit Bitburg-Zentrum te sluit zowel de B50 als de B51 aan. Vanaf hier lopen ze samen tot aan afrit Bitburg-West waar de B257 afsplitst en door Irrel en langs Echternacherbrück waar de 418 kruist en ze via Saar-brug de grens met Luxemburg kruist. Hier gaat de B257 verder als N10 N11 naar Echternach en Luxemburg.
B1 · B3 · B7 · B8 · B9 · B10 · B26 · B27 · B35 · B37 · B38 · B39 · B40 · B41 · B42 · B43 · B43a · B44 · B45 · B47 · B48 · B49 · B50 · B51 · B52 · B53 · B54 · B55 · B55a · B56 · B56n · B57 · B58 · B59 · B61 · B62 · B63 · B64 · B65 · B66 · B66n · B67 · B68 · B70 · B80 · B83 · B84 · B219 · B220 · B221 · B223 · B224 · B225 · B226 · B227 · B228 · B229 · B230 · B231 · B233 · B234 · B235 · B236 · B237 · B238 · B239 · B241 · B249 · B250 · B251 · B252 · B253 · B254 · B255 · B256 · B257 · B258 · B259 · B260 · B261 · B262 · B263 · B264 · B265 · B266 · B267 · B268 · B269 · B270 · B271 · B272 · B274 · B275 · B277a · B278 · B279 · B284 · B288 · B323 · B324 · B326 · B327 · B399 · B400 · B403 · B405 · B406 · B407 · B409 · B410 · B411 · B412 · B413 · B414 · B416 · B417 · B418 · B419 · B420 · B421 · B422 · B423 · B424 · B426 · B427 · B428 · B429 · B448 · B449 · B450 · B451 · B452 · B453 · B454 · B455 · B456 · B457 · B458 · B459 · B460 · B469 · B473 · B474 · B475 · B476 · B477 · B478 · B479 · B480 · B481 · B482 · B483 · B484 · B485 · B486 · B487 · B488 · B489 · B499 · B504 · B506 · B507 · B508 · B509 · B510 · B511 · B513 · B514 · B515 · B516 · B517 · B519 · B520 · B521 · B525 · B528 · B611